# Ann Zacharias
Pour les articles homonymes, voir Zacharias.
Ann Zacharias est une actrice suédoise, née à Stockholm le 19 septembre 1956.

## Biographie
Ann Zacharias est née du mariage du réalisateur Arne Ragneborn et de Gunhild Esther Zacharias (Gun Zacharias), consultante pour les réfugiés à l'Office national de la Santé suédois et scénariste-directrice de films.
Elle épouse Sven-Bertil Taube en 1975, avec qui elle a une fille, Sascha Zacharias, également actrice ; elle a vécu ensuite avec Ted Gärdestad dont elle a eu deux enfants, Sara Harmony Zacharias (chanteuse suédoise) et Marc. En 1988-1992, elle a été mariée au consultant Christer Bredbacka, puis en 1993, elle a eu un fils d'une autre liaison.
On peut la voir dans L'Aile ou la Cuisse en 1976 aux côtés de Louis de Funès et de Coluche dans le rôle de la secrétaire remplaçant Marguerite.

## Filmographie

### Cinéma

#### Actrice
- 1971 : Midsommardansen (sv) d'Arne Stivell (sv) : La fille dans la voiture accidentée
- 1973 : Don Juan 73 de Roger Vadim : L'étudiante blessée à l'université d'Uppsala
- 1973 : France société anonyme d'Alain Corneau : La fille de l'américaine
- 1974 : Les Doigts dans la tête de Jacques Doillon : Liv
- 1974 : La Dernière Aventure (sv) (Det sista äventyret) de Jan Halldoff (sv) : Helfrid
- 1976 : Néa de Nelly Kaplan : Sibylle Ashby
- 1976 : L'Aile ou la Cuisse de Claude Zidi : Marguerite no 2
- 1977 : La nuit, tous les chats sont gris de Gérard Zingg : La chatte blanche
- 1980 : Flygnivå 450 (sv) de Torbjörn Axelman (sv) : Lisa
- 1982 : La Montagne magique (Der Zauberberg) de Hans W. Geißendörfer : Mlle Elly
- 1986 : På liv och död (sv) de Marianne Ahrne : La jeune doctoresse
- 1987 : Le Testament d'un poète juif assassiné de Frank Cassenti : Inge
- 1987 : Le Test (Testet) d'Ann Zacharias : Inga

#### Réalisatrice
- 1987 : Le Test (Testet)

### Télévision
- 1976 : De lyckligt lottade (sv) (Série TV) : Jeanette
- 1986 : Pierre le Grand (Peter the Great) (Série TV)